# بادنة متقلبة
البَادِنَةُ المُتَقَلِّبَةُ (الاسم العلمي: Obesumbacterium proteus) هو نوع من الجراثيم يتبع جنس البادنة من فصيلة الأمعائيات ورتبة المعويات، وهو النوع الوحيد في هذا الجنس. وهي عُصَيَّة سالبة الغرام قصيرة وبدينة (0,8 – 2,0 × 1,5 – 100 مكم)، غير متحركة، تنمو خاصة في الجعة.